# NGC 385
NGC 385 es una galaxia elíptica de la constelación de Piscis.
Fue descubierta el 4 de noviembre de 1850 por el astrónomo William Parsons.